# Vertrag von Huế (1884)
Der Vertrag von Huế aus dem Jahre 1884 (auch als Patenôtre-Vertrag bezeichnet) war ein Ungleicher Vertrag zwischen der in Vietnam herrschenden Nguyễn-Dynastie und Frankreich. Der Vertrag wurde von Regent Nguyễn Văn Tường und dem französischen Diplomaten Jules Patenôtre verhandelt. Er trat an Stelle des 1883 unter militärischem Druck der Franzosen geschlossenen Harmand-Vertrags. Der Vertrag bestätigte die Dynastie als legitimen Herrscher über Vietnam, gestand Frankreich aber weitgehende Protektoratsrechte zu und machte aus dem Kaiserreich Vietnam das Kolonialgebiet Französisch-Indochina.

## Hintergrund
Nachdem die Militärexpedition von Henri Rivière bei Hanoi 1883 mit dessen Tod geendet hatte, beorderte Frankreich eine Flotte für eine Strafexpedition gegen das Kaiserreich Vietnam. Der Vertrag kam im August 1883 unter militärischem Druck zustande, nachdem die französische Flotte in der Schlacht von Thuận An die Küstenverteidigungsforts vor der Kaiserstadt bombardiert hatte.
Bereits 1883 hatte es für Frankreich unter Führung von Jules Harmand einen Vertragsabschluss gegeben. Der Vertrag gestand Frankreich weitgehende Protektoratsrechte in Tonkin und Annam zu. Ebenso sah er die Zuschlagung mehrerer kaiserlicher Provinzen zur französischen Kolonie in Cochinchina vor. Währenddessen setzte Frankreich die traditionelle Hegemonialmacht China im Chinesisch-Französischen Krieg unter Druck und erreichte in der Übereinkunft von Tientsin im Mai 1884 die Aufgabe des Klientelstatus über Vietnam seitens des Kaiserreichs China.
Aufgrund des fortgesetzten Krieges mit China setzte die französische Regierung unter Jules Ferry die Ratifizierung des Vertrags mit Vietnam aus, da sie eine Verzettelung der eigenen militärischen Kräfte im Falle vietnamesischen Widerstands befürchtete.

## Vertragsabschluss
Im Juni 1884 verhandelten der französische Diplomat Jules Patenôtre und der vietnamesische Regent Nguyen Van Tuong eine Neufassung des Harmand-Vertrages. Der wesentliche Unterschied in den Forderungen gegenüber Vietnam bestand darin, dass die Forderung nach territorialer Erweiterung der Kolonie auf Kosten der kaiserlichen Provinzen fallen gelassen wurde. Der Vertrag trug dem Ende des Hegemonialverhältnisses Chinas über die Nguyendynastie Rechnung und machte Vietnam zum Vasallenstaat der Kolonialmacht Frankreich. Wie schon im Harmandvertrag vorgezeichnet, verlor die Nguyen-Dynastie die Souveränität über seine Außenpolitik, ebenso wurde das Heer des Kaisers formal den Franzosen unterstellt. Der Vertrag ordnete der Nguyen-Dynastie die Funktion zu, die innere Verwaltung des Protektorats weiter zu führen. So gestand der Vertrag auch explizit einen kaiserlichen Gouverneur für Tonkin zu, der allerdings durch einen französischen Residenten kontrolliert wurde. Am Hof des Kaisers wurde das Amt eines französischen Generalresidenten geschaffen, der die kaiserliche Regierungsführung kontrollieren sollte.
Der Vertrag wurde mit der feierlichen Verbrennung des chinesischen Investitursiegels am Hof des vietnamesischen Kaisers gefeiert. Das Siegel wurde durch ein französisches Siegel ersetzt.

## Folgen
Der Vertrag bildete die rechtliche Grundlage für die Kolonialherrschaft Frankreichs in Indochina bis zu dessen Unterbrechung durch den Zweiten Weltkrieg und die Augustrevolution im Jahr 1945. Die französische Seite maßte sich im weiteren Verlauf ohne Rücksprache mit dem Kaiserhof immer neue Rechte an, so auch eine Zustimmungspflicht zur Nachfolge des vietnamesischen Monarchen. Pro-französische Politiker wie Premierminister Phạm Quỳnh versuchten Anfang des 20. Jahrhunderts, auf Grundlage des Vertrags französische Sonderwünsche abzuwenden.
Der vom Außenministerium geschlossene Vertrag zementierte auch die verwaltungsmäßige Ordnung in Französisch-Indochina. Die Kolonie wurde vom Marine- und Kolonialministerium verwaltet. Die Protektorate Tonkin und Annam wurden durch das Außenministerium verwaltet. Nach dem Ende des bewaffneten Widerstands der Cần-Vương-Bewegung revidierte Frankreich ohne Absprache mit dem Kaiserhof zentrale Festlegungen des Vertrages. So wurde durch die Abschaffung des kaiserlichen Gouverneurs in Tonkin die kaiserliche Einflusssphäre auf Annam zurückgedrängt.